# Kîdrasivka
Kîdrasivka (în ucraineană Кидрасівка) este o comună în raionul Berșad, regiunea Vinnița, Ucraina, formată numai din satul de reședință.

## Demografie
Componența lingvistică a satului Kîdrasivka
     Ucraineană (98,44%)
     Alte limbi (1,26%)
Conform recensământului din 2001, majoritatea populației satului Kîdrasivka era vorbitoare de ucraineană (98,44%), existând în minoritate și vorbitori de alte limbi.